# 白夜の調べ
『白夜の調べ』（びゃくやのしらべ）は1978年1月21日に公開された日本映画。
製作は東宝映画。配給は東宝。カラー。上映時間は95分。モスフィルム提携。

## あらすじ
一流作曲家のロシア人男性とクラシックピアニストの日本人女性の甘く切ないラブストーリー。京都～レニングラード（現・サンクトペテルブルク）を舞台に展開する。

## スタッフ
- 製作：安武龍、ビクトル・ツルリ
- 監督：セルゲイ・ソロビヨフ、西村潔
- 企画：安武龍
- 脚本：セルゲイ・ソロビヨフ、柏倉敏之
- 撮影：ゲオルギー・レルベルグ、加藤雄大
- 美術：アレクサンドル・ボリソフ、竹中和雄
- 録音：ボリス・ベンゲロフスキー
- 照明：ビクトル・ミハイロフ
- 編集：アラ・アブラモワ
- 助監督：クーリー・ユリチコフ、奈良正博
- 製作担当者：村上久之
- 音楽：イサーク・シュワルツ

## キャスト
- 矢代悠子：栗原小巻
- 矢代圭造：宮口精二
- 矢代康夫：高橋昌也
- イリア：ユーリー・ソローミン
- ソーニャ：エリザベーター・サロードバ
- フェジャ：アレクサンドル・ズブルーエフ
- アリョーシャ：アンドレイ・レオンドビッチ
- コルンスキー：セルゲイ・ポレジャーノフ